# Bolesław Pastuszak
Bolesław Pastuszak (ur. 26 listopada 1925 w Kniahininie, zm. 5 czerwca 2003 w Sanoku) – żołnierz Polskich Sił Zbrojnych na Zachodzie, nauczyciel.

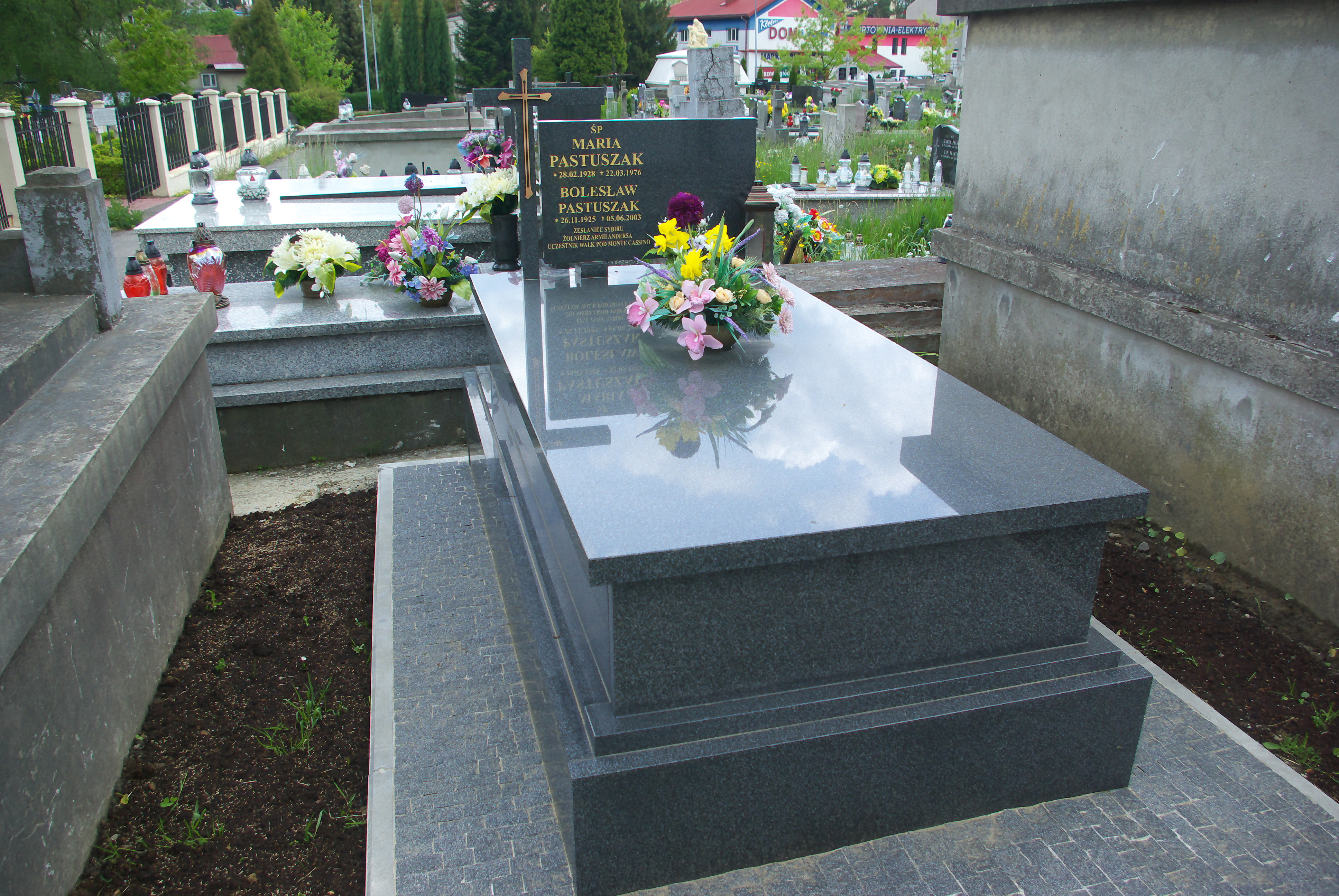
Grobowiec Bolesława i Marii Pastuszaków w Sanoku

## Życiorys
Urodził się 26 listopada 1925 w Kniahininie na Wołyniu jako syn Stanisława (ur. 1898) i Marii z domu Grzebień. W 1939 zakończył naukę w szkole podstawowej w Dubnie. Po agresji ZSRR na Polskę z 17 września 1939 i nastaniu okupacji sowieckiej został aresztowany przez sowietów 13 kwietnia 1940 i wywieziony wraz z matką i dwojgiem rodzeństwa w głąb ZSRR (w tym czasie jego ojciec Stanisław Pastuszak został zamordowany przez NKWD w ramach zbrodni katyńskiej z tzw. Ukraińskiej Listy Katyńskiej). Pracował jako pastuch za dnia zwierząt hodowlanych na stepie (w związku z czym zmieniono mu nazwisko na Pastuszenko). Wraz z rodziną był zobowiązany także do uprawy pola.
Na mocy układu Sikorski-Majski z 30 lipca 1941 został powołany do wojska mając wówczas niespełna 16 lat (z uwagi na swój wiek formalnie jako ochotnik). Po pokonaniu ok. 3 tys. km dotarł do Ługowoje, gdzie 10 lutego 1942 został przydzielony do kompanii łączności 10 Dywizji Piechoty Polskich Sił Zbrojnych w ZSRR gen. Władysława Andersa. Po ewakuacji z ZSRR od połowy 1942 służył w szeregach 3 Karpackiego batalionu łączności 3 Dywizji Strzelców Karpackich. Przebył szlak przez Bliski Wschód. Od końca 1943 jako żołnierz 2 Korpusu Polskiego brał udział w kampanii włoskiej na stanowisku telegrafisty. Uczestniczył w walkach w bitwie o Monte Cassino. Dosłużył stopnia starszego szeregowego. Pod koniec działań wojennych oraz już po zakończeniu wojny kształcił się na poziomie szkoły średniej w ramach gimnazjum 3 Dywizji Strzelców Karpackich. 
Po pobycie w Wielkiej Brytanii powrócił do Polski w 1947. Osiedlił się w Sanoku, skąd pochodzili jego rodzice. Władze Polski Ludowej dwukrotnie odbierały mu obywatelstwo polskie. Od 1948 do 1954 był zatrudniony w sanockiej fabryce Sanowag. Od 1954 do 1982 pracował w przyzakładowym Technikum Mechanicznym w Sanoku, kolejno jako technik planista od 1954, starszy kalkulator od 1955, technik normowania od 1956, starszy technolog od 1958. W 1959 zdał maturę i od tego czasu do 1967 był nauczycielem zawodu do 1967. W połowie 1967 został absolwentem studiów dla nauczycieli szkół zawodowych. Od 1972 pełnił funkcję zastępcy kierownika warsztatów, a od 1976 kierownika warsztatów w przemianowanym Zespole Szkół Mechanicznych. Od 1978 pracował w kontroli technicznej. W 1982 odszedł na emeryturę.
Od 1958 należał do ZBoWiD. Około 1990 został awansowany na stopień kaprala, a w 1995 na plutonowego. Wykonywał makiety, rzeźby i obrazy artystyczne. Udostępnił obrazy swojego autorstwa do ekspozycji wystawy pt. „Sanoczanie pod Monte Cassino”, zorganizowanej w 1994 w Sanoku przez historyka Andrzeja Romaniaka.
Zmarł 5 czerwca 2003. Został pochowany na cmentarzu przy ul. Rymanowskiej w Sanoku. Jego żoną była Maria (1928–1976).

## Odznaczenia i wyróżnienia
- Krzyż Kawalerski Orderu Odrodzenia Polski (1986)[5][6][2]
- Złoty Krzyż Zasługi (1975)
- Medal Komisji Edukacji Narodowej (1981)
- Odznaka „zasłużony dla organizacji kombatanckich” (1999)[7]
- łącznie otrzymanych 29 medali
- Krzyż Pamiątkowy Monte Cassino[8]
- Krzyż Czynu Bojowego Polskich Sił Zbrojnych na Zachodzie[9]
- Nagroda Ministra Oświaty i Wychowania – dwukrotnie (1973, 1980)